# Подворотничок

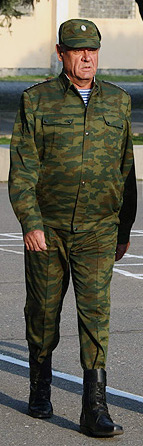
Генерал Владимир Болдырев в полевой форме одежды (2008 г.). Виден подшитый подворотничок.

Подворотничок — узкая полоска белой ткани, пришиваемая, с гигиеническими целями, на обратной стороне стоячего воротника гимнастёрки, хлопчатобумажной и полушерстяной куртки форменной одежды и прилегающая к шее. В настоящее время не используется в армии России.

## История
Изначально подворотнички предохраняли кожу шеи от потёртостей при контакте с грубой шерстяной тканью шинели — поэтому в XX веке в военной форме одежды широко использовались кители со стоячим воротником. Также подворотничок позволяет контролировать чистоту кожи шеи, предотвращая образование труднозаживающих язв, что особенно критично в антисанитарных условиях при ведении боевых действий. В современных условиях подворотничок, помимо декоративных функций, наглядно демонстрирует окружающим чистоплотность своего владельца. В настоящее время при ношении шинели военнослужащими широко применяется шарф-кашне, защищающий шею от раздражения. В медицинских пунктах и учреждениях «съёмный воротник» госпитального костюма имеет более широкую форму на весь воротник. Другие названия — подворотник, подшивка, подворотничковая ткань, подшивочный материал, отрез материала, подшива, селёдка. Белая подшивочная ткань, обычно отбеленная бязь из стопроцентного хлопка, закупается в рулонах и выдается на отрез. Обязательное ношение подворотничков введено приказом РВС СССР № 25 13.02.1935. Подворотничок защищает шею от потёртостей и опрелостей и предотвращает засаливание и изнашивание воротника. Воротник куртки быстро загрязняется, что вызывает раздражение кожи и способствует кожным заболеваниям.
Подворотничок был атрибутом школьной формы СССР после Второй мировой войны. У японской школьной формы Гакуран есть пристяжной воротничок или цветная окантовка. В литературе часто встречается упоминание целлулоидных подворотничков и их находят при раскопках, также упоминаются костяные подворотнички. Подворотничок на форме немецких солдат (Kragenbinde взамен Halsbinde) во время Второй мировой войны пристегивался на пуговицы. Для воротников сорочек существуют одноразовые гигиенические подворотнички (shirt collar protector). К подряснику также может пришиваться подворотничок. В парикмахерских используют рулонные ленты бумажных подворотничков (салфеток) для пеньюаров.

## Процедура пришивания подворотничка
Сначала воротник кителя и подшивочный материал проглаживаются утюгом. Затем берётся одинарная белая нить длиной ≈100 см. Обычно военнослужащие подшивают (пришивают с изнанки) ткань сложенную вдвое прямоугольником. По норме на 1 подворотничок расходуется 600 кв. см ткани — это отрезаемый от рулона прямоугольник примерно до 50 × 12 см, который по длине подгибается с двух сторон по размеру воротника (≈43-45 см), по ширине подгибается с двух сторон и складывается вдвое по размеру воротника (≈3 см). Стежки накладываются, поддевая верхние нити стойки воротника или насквозь стойки, таким образом, чтобы с внешней стороны стойки воротника нить не была видна, то есть игла втыкается с внешней стороны практически в то же место, откуда вышла. Чтобы на надетом кителе подворотничок между стежками не отставал от воротника на видимые промежутки, он пришивается не менее 12 стежками длиной 2—3 см сверху и 6 стежками снизу. Верхняя  кромка подворотничка должна выступать над сгибом воротника на 1—2 мм.
В приказе МО РФ № 1500 (утратил силу) указывалось, что верхний край подворотничка должен выступать на 1—2 мм над воротником. Действующий приказ МО РФ № 300 такой особенности не уточняет, а форма ВКПО не требует подворотничка (нет постоянной стойки воротника), но требование 1—2 мм осталось для кашне. Есть действующие документы для других ведомств (курсантам МО № 645, ФСО № 450, МВД № 30), упоминающие подворотничок.
Подворотничок может пришиваться «по-зимнему» — вдоль линии перегиба воротника, не мешая застёгивать верхнюю пуговицу, или «по-летнему», когда воротник переглаживается «апаш», а у подворотничка, пришиваемого по краю воротника, концы подшиваются по линии перегиба лацканов. В ВДВ, морской пехоте, там где демонстрируется тельник, подворотничок «по-летнему» является базовым.
Существуют готовые, специально выкроенные, прошитые подворотнички. Их изготавливают нескольких размеров для упрощения вышеизложенной процедуры. Готовые подворотнички и фабричные лоскуты подшивочной ткани 1,5 × 1 м продаются в военторгах.
Чистота подворотничков проверяется на утреннем осмотре и на разводе суточного наряда. Также в личное время бойцов подшитость воротничков проверяется младшими командирами.
Подворотничок меняется своевременно, при малейшем загрязнении, обычно каждый день. Подворотничок пришивается в течение времени для личных потребностей или после осмотра. Подворотничок отпарывается, стирается и разглаживается. На военных сборах выдается по 2 подворотничка на неделю. Использованные подворотнички можно многократно стирать и использовать повторно, но белоснежными, как новые, они уже не будут. Поэтому солдаты стараются всегда подшивать новую сторону ткани, а ткань периодически выдается.
У «дедов» особым шиком считается подшивать ткань, сложенную в 4—6 слоев. «Подшиву» привозят из дома, покупают, забирают сверх нормы или отрывают куски от свежевыданных простыней или наволочек, что карается начальством. Перед самым «дембелем» «деды» иногда подшиваются нитками чёрного или золотого цвета, начиная со 100 дней до приказа. Иногда вышивается количество оставшихся до увольнения дней. В Советской Армии времен «застоя» была широко распространена практика подкладывания военнослужащими второго года службы в складку подворотничка куска полихлорвиниловой изоляции электрического провода, что делало выступающий кант шире и объёмнее, что иногда преследовалось офицерами. «Деды» в статусе «дембеля» игнорировали уставную форму и не меняли подворотнички. Среди распространённых нарушений уставных взаимоотношений (при отсутствии подчиненности) описывается принуждение одних военнослужащих военнослужащими более раннего призыва подшивать им воротнички, что является унижением чести и достоинства военнослужащих по ст. 335 УК РФ.

## Галерея

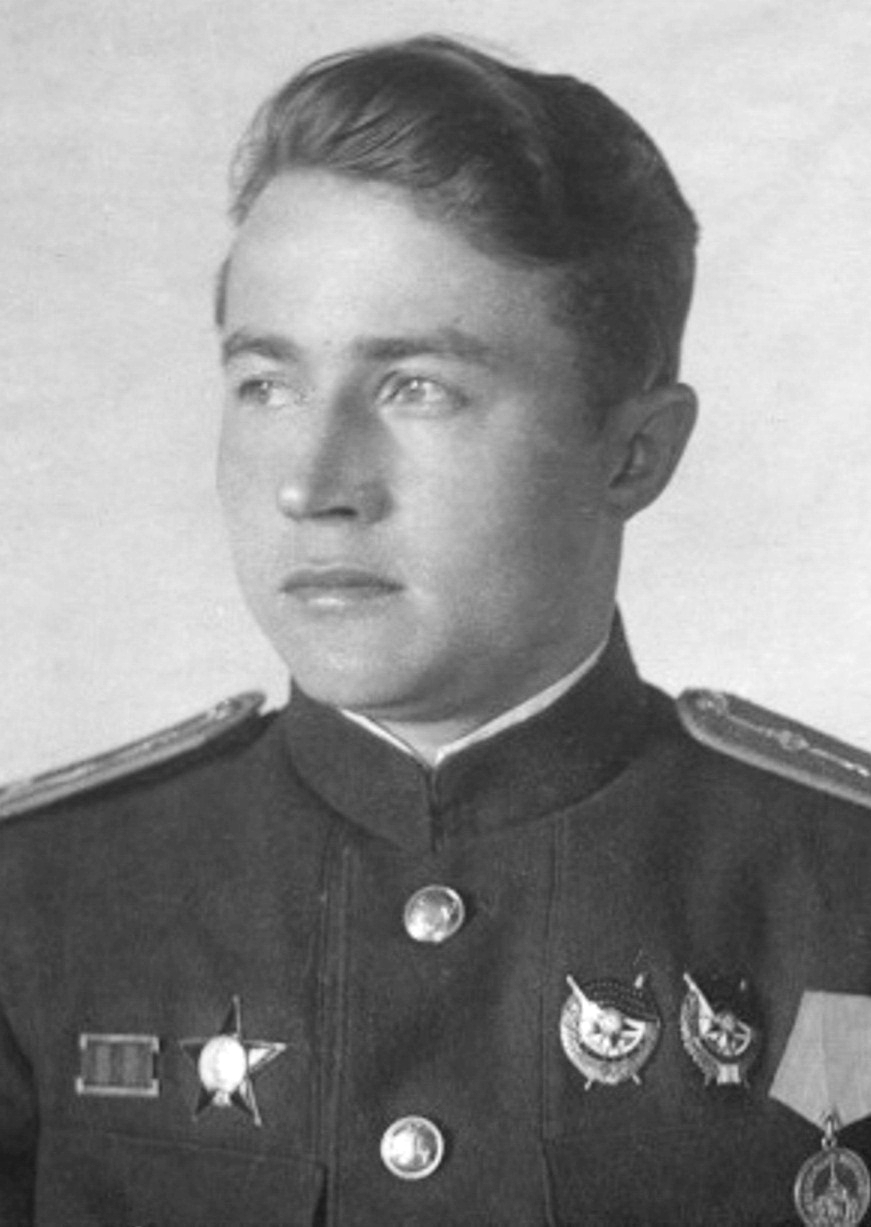
Лётчик Балтийского флота гвардии старший лейтенант В. Т. Чванов. Cлева от ордена Красной звезды — гвардейский знак ВМФ.
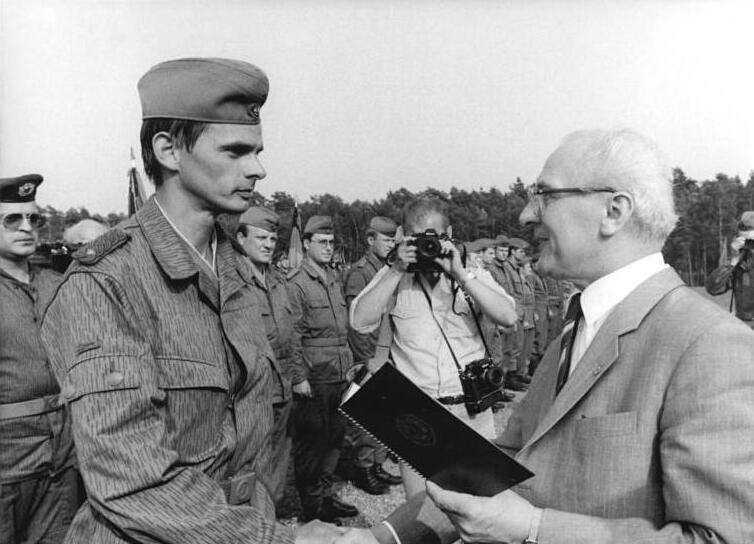
Майор Фольксармее (ННА) ВС ГДР принимает знак отличия. Виден длинный подворотничок на полевой форме одежды.
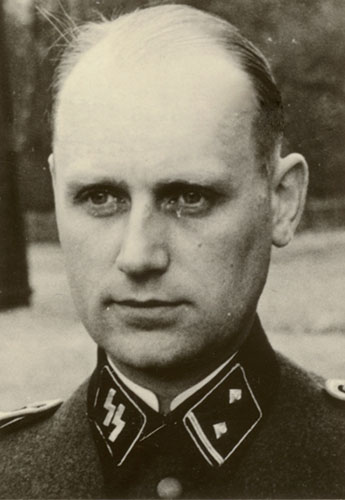
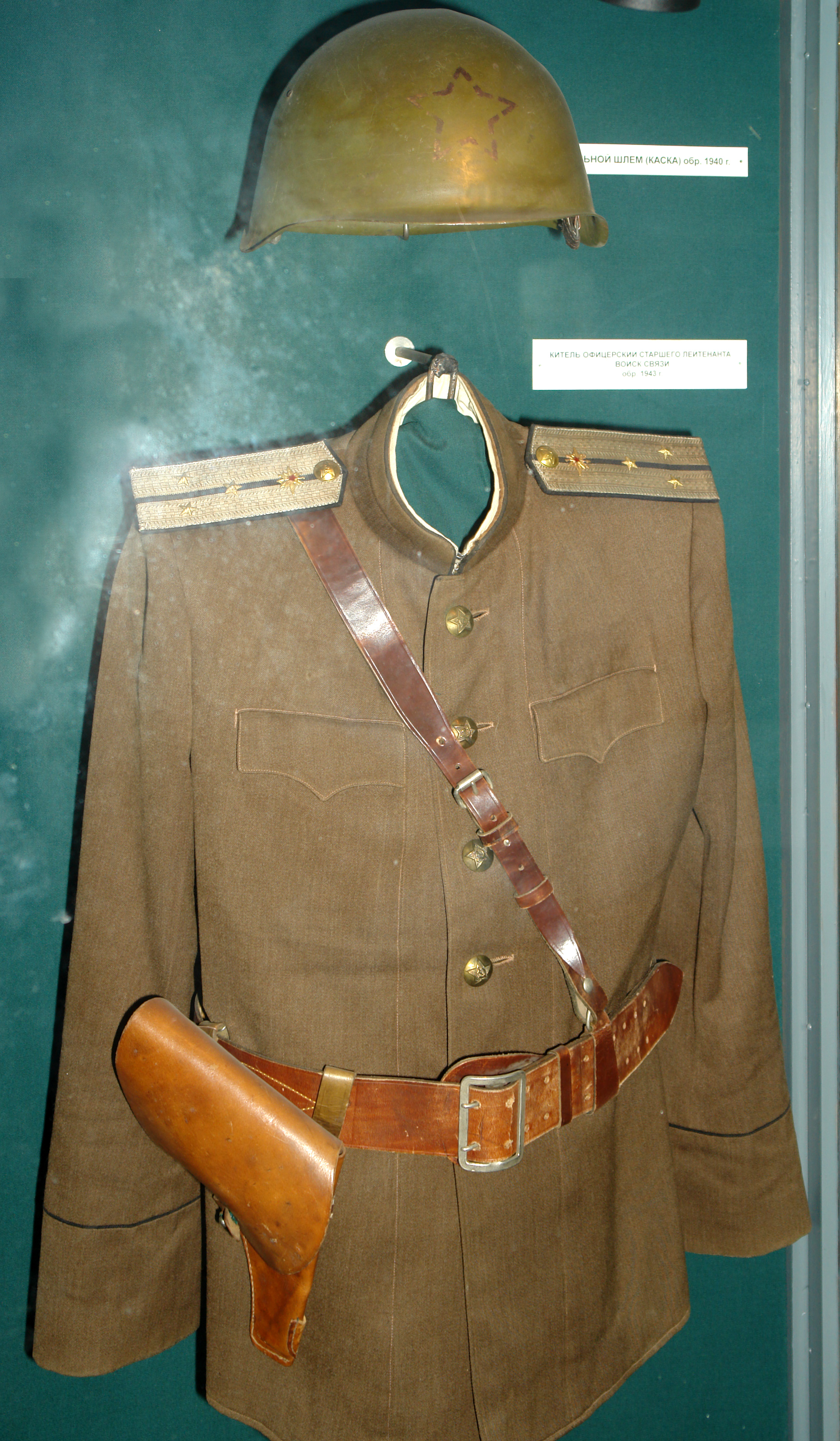
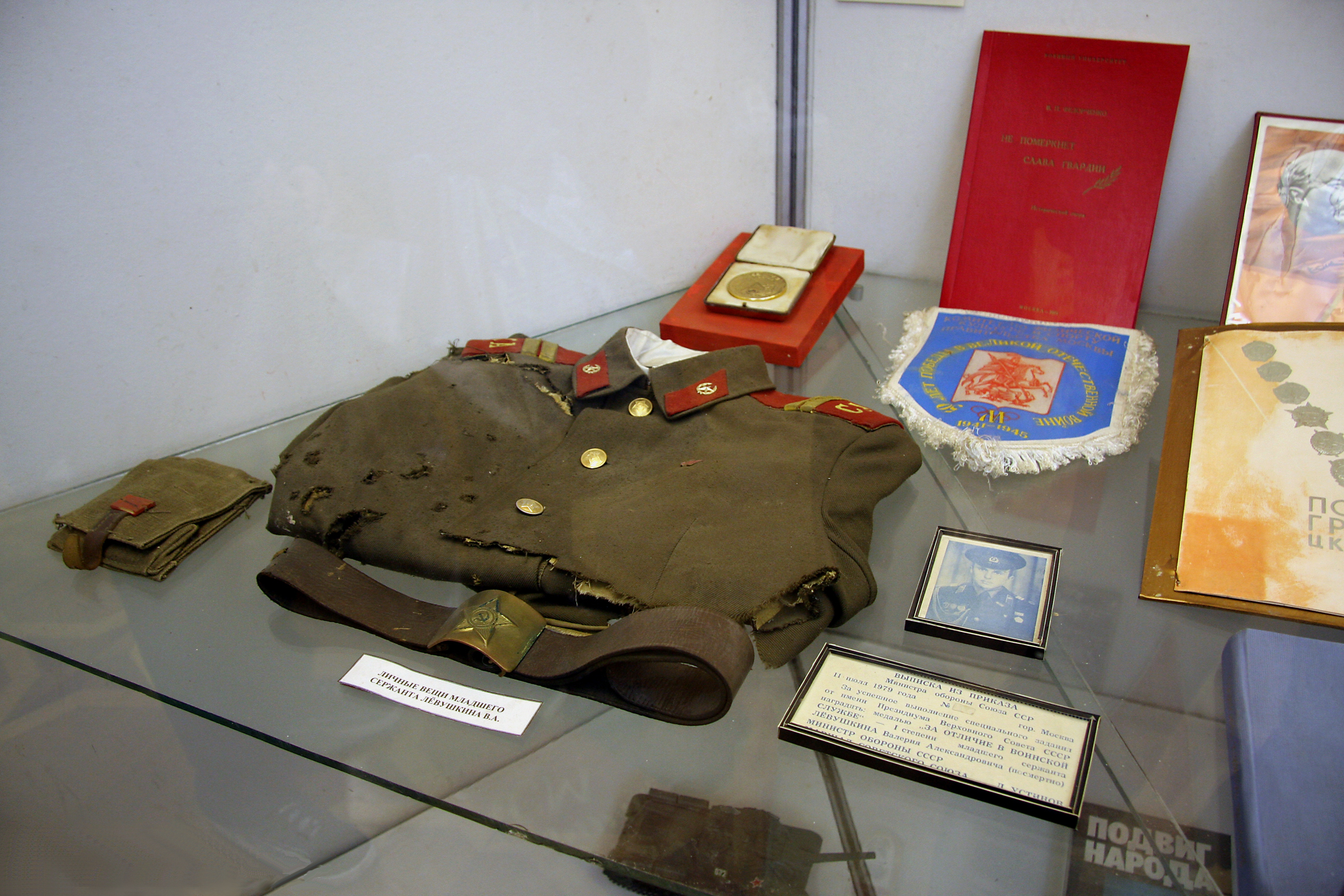
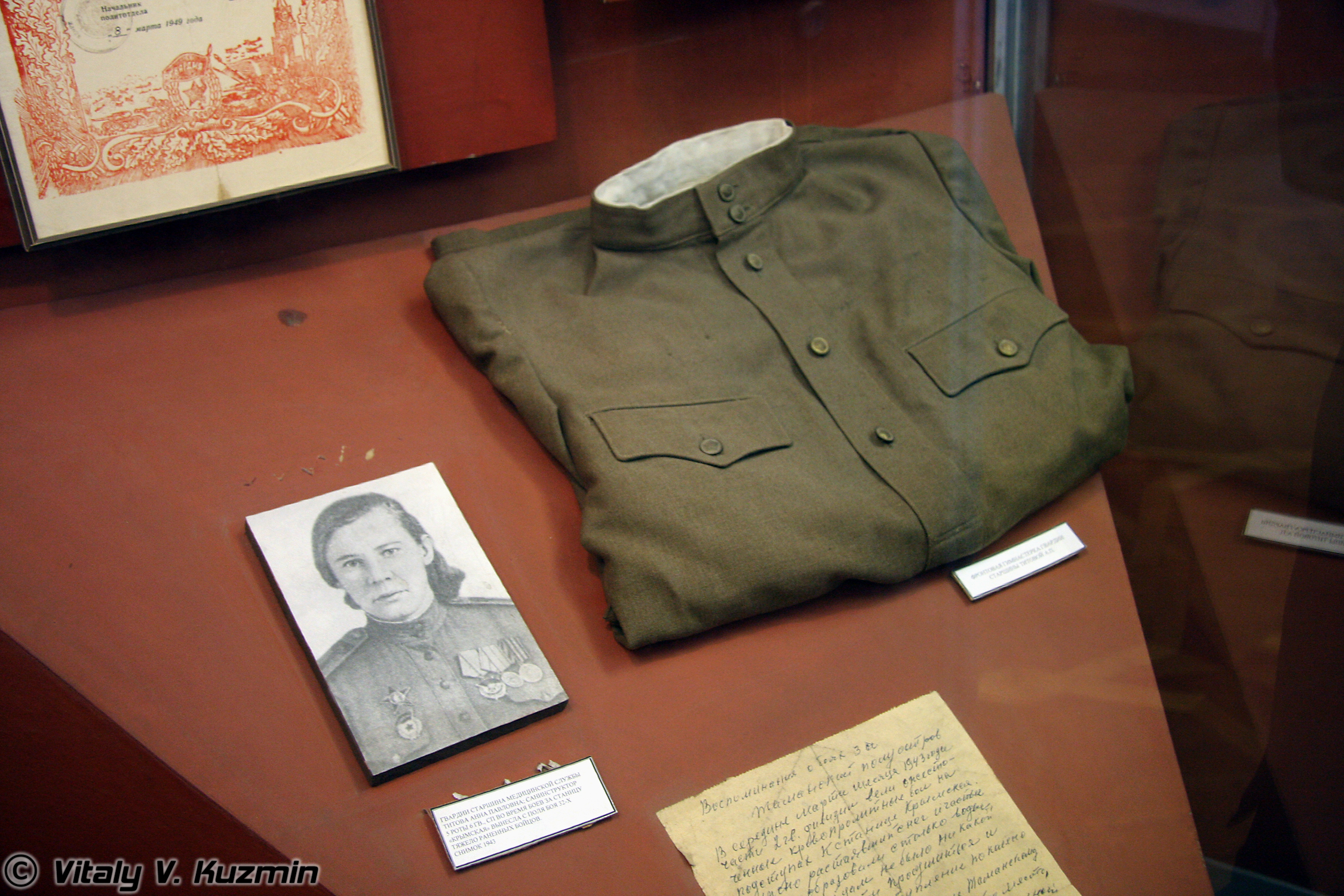
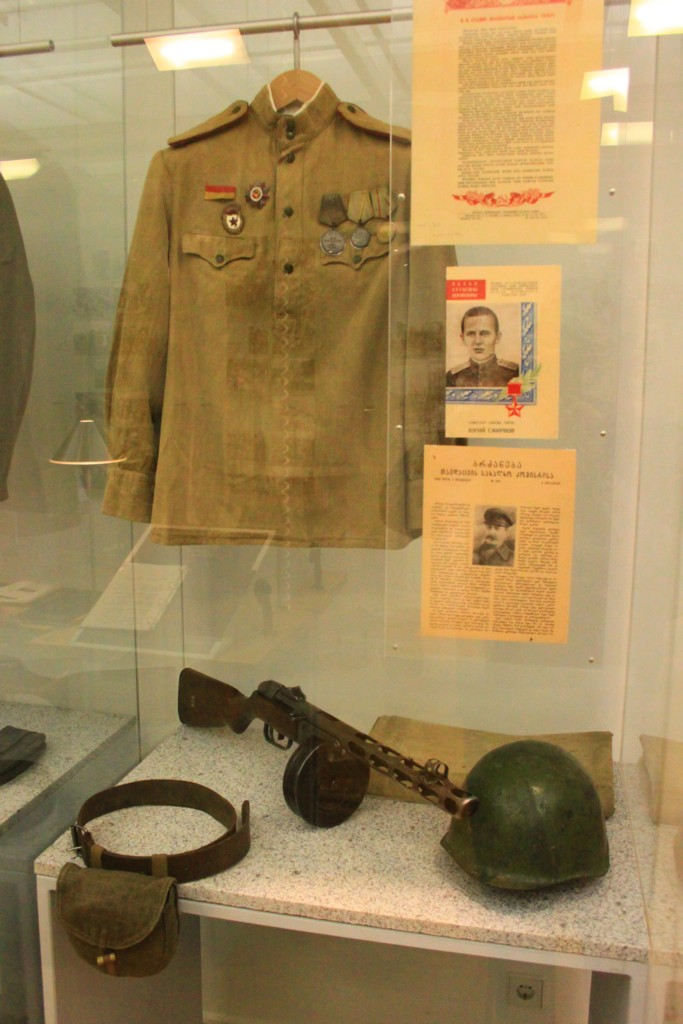
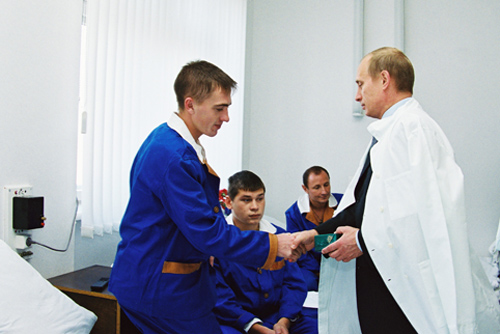
Подворотничок на госпитальном костюме
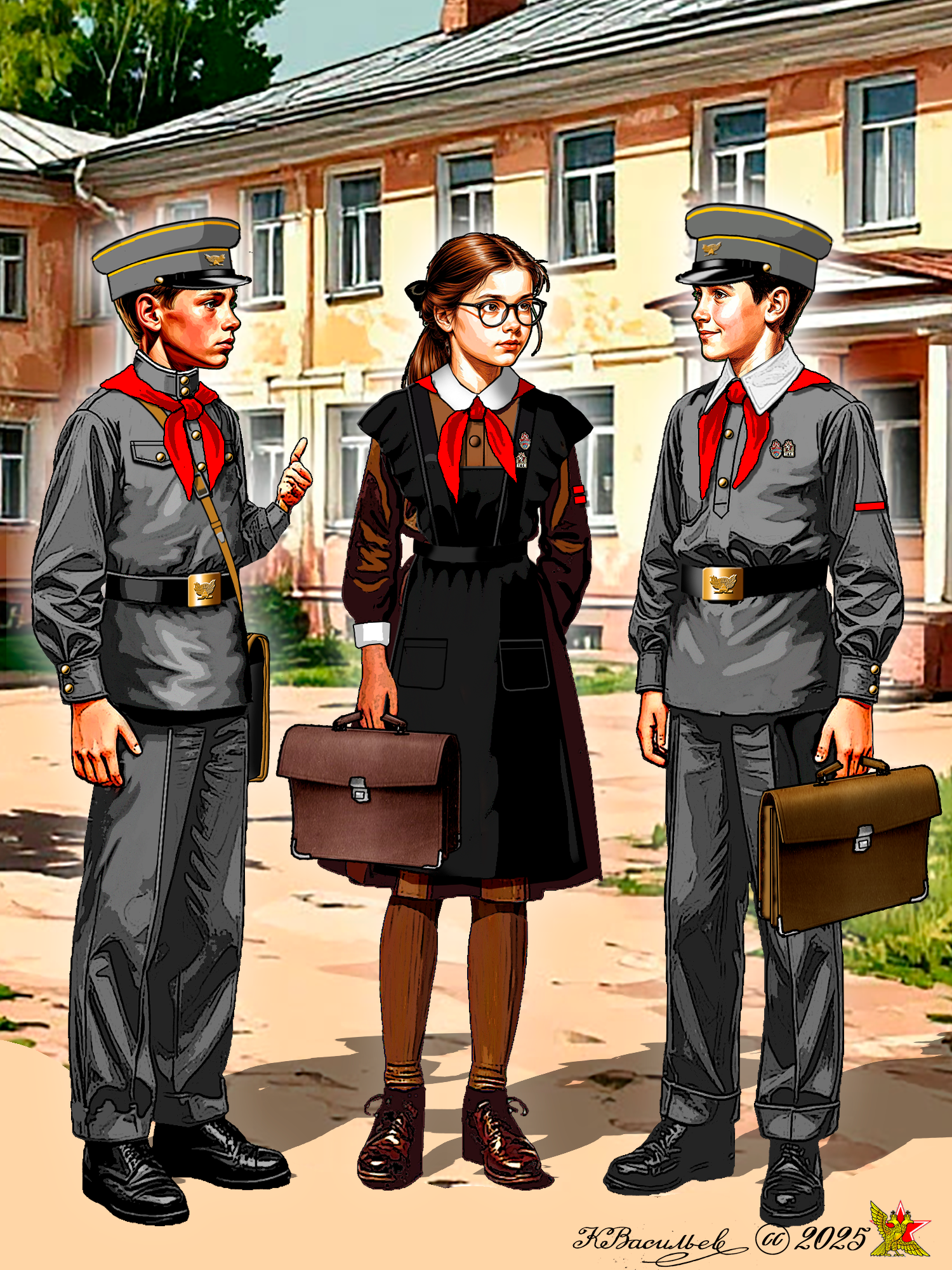
3 вида подворотничков (стойка кителя, воротник платья, воротник кителя) на школьной форме (1954 г.)
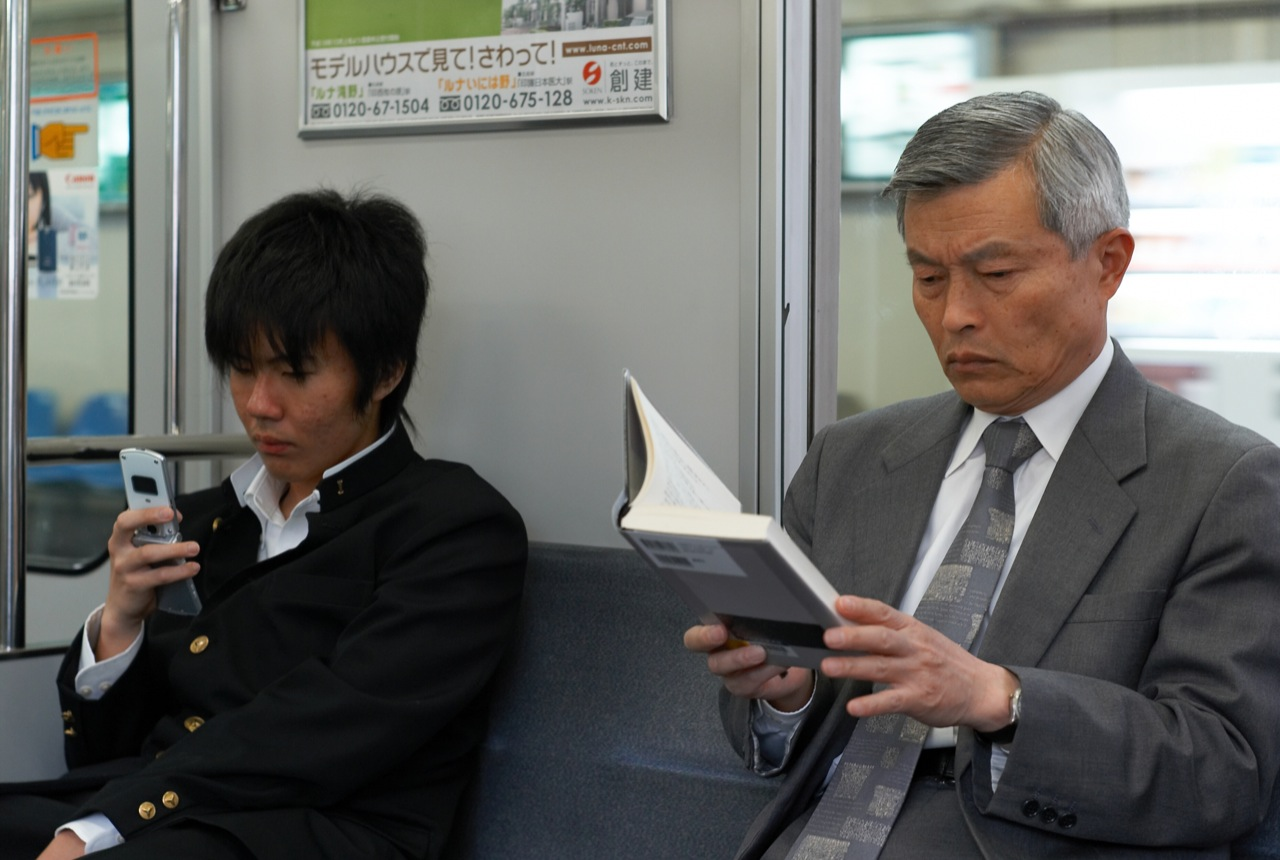
Подворотничок у Гакуран
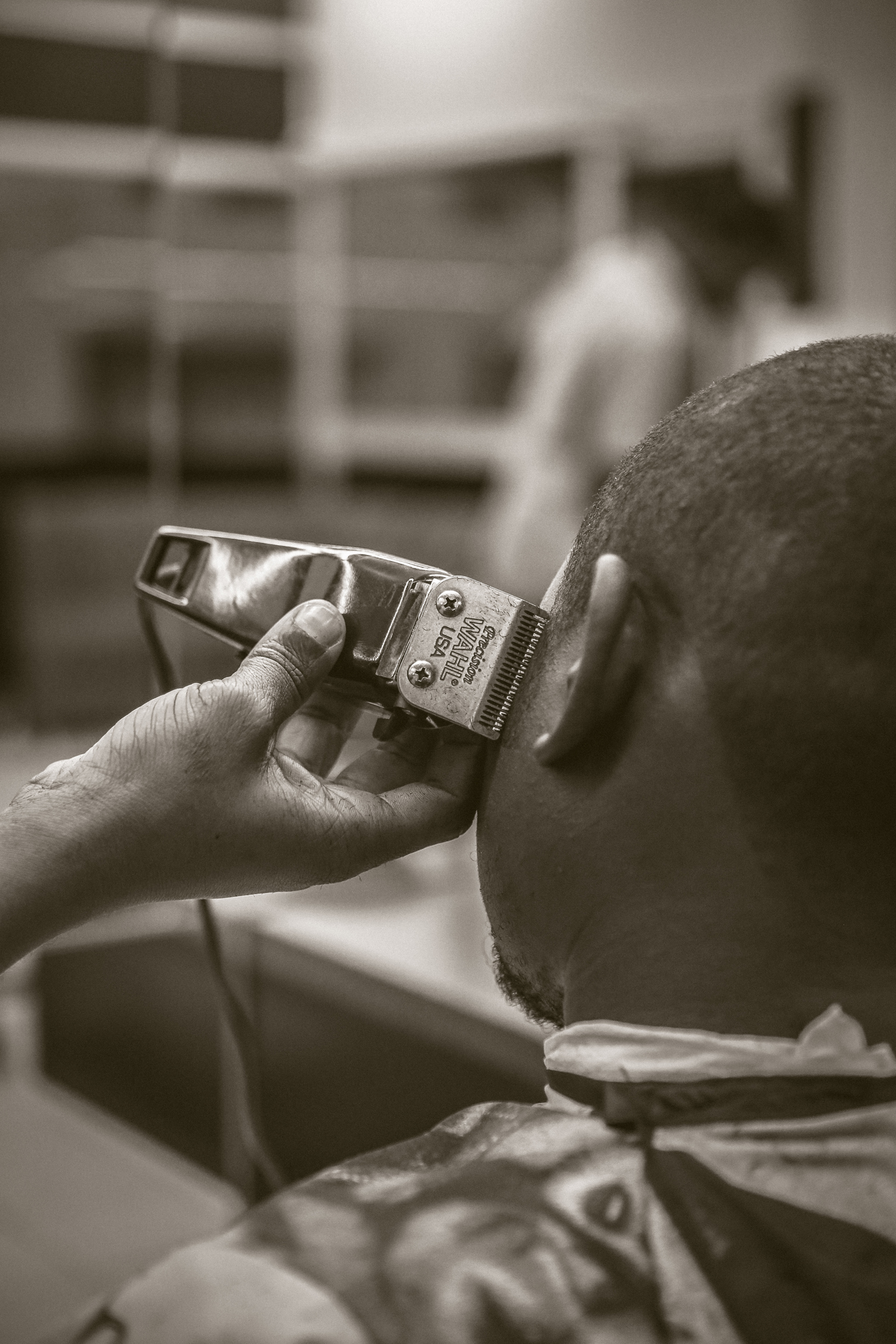
Подворотничок у парикмахерского пеньюара
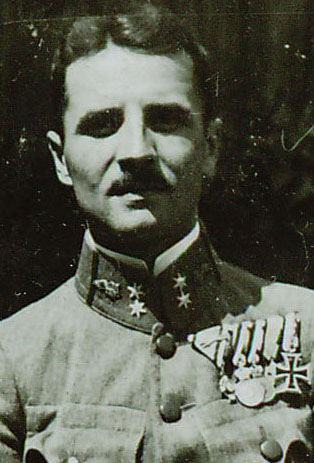
Пристяжной воротничок, 1914
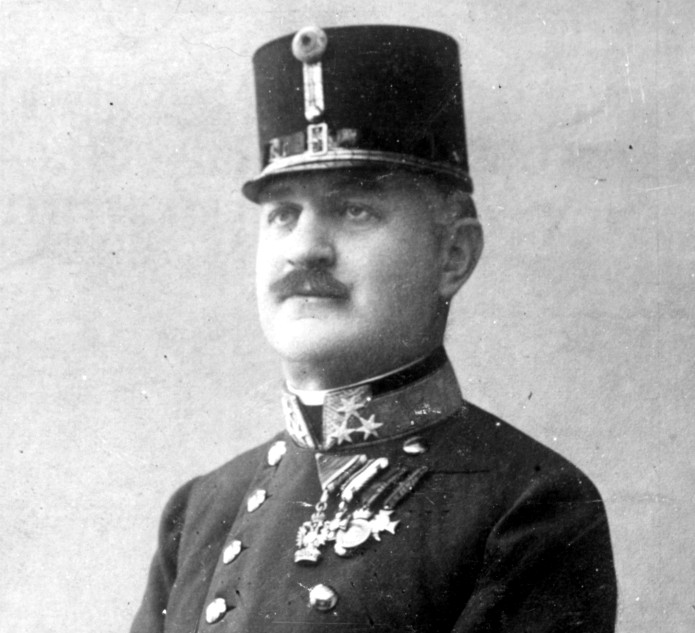
Австрийский офицер, 1907. Подворотничок halsbinde.
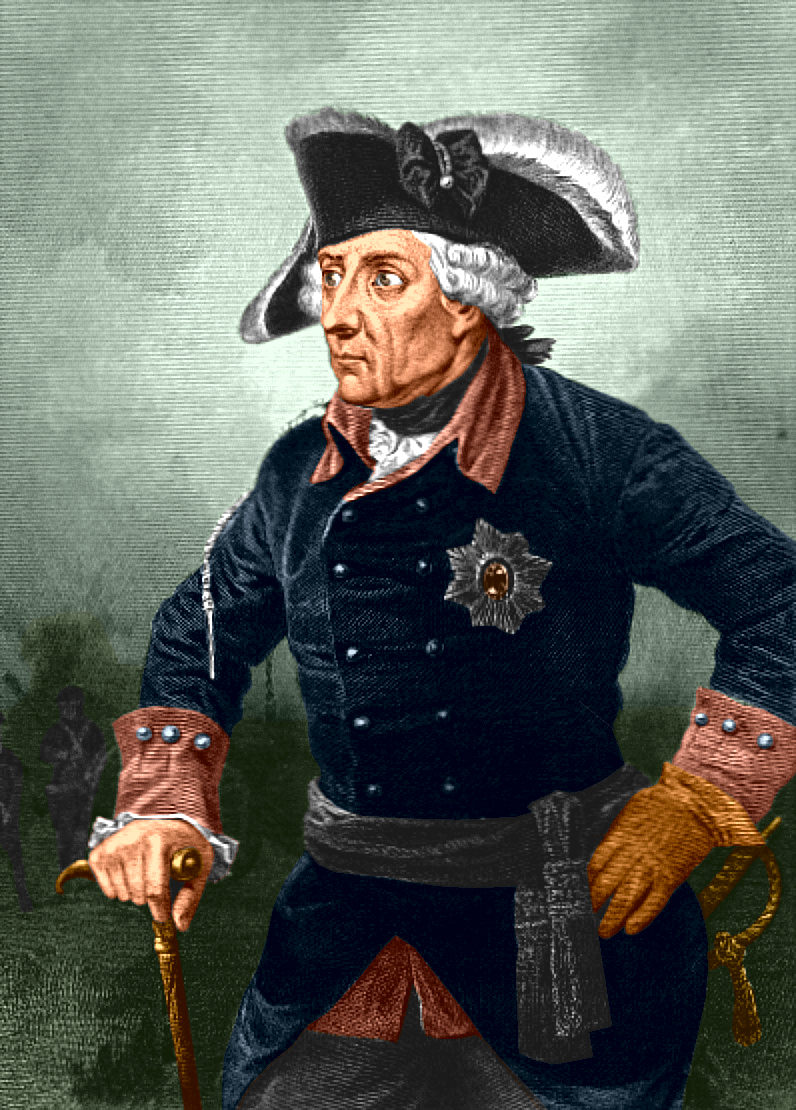
Фридрих II 1712 — 1786. Чёрный halsbinde.

## В культуре
- Высоцкий — Попытка самоубийства
- ДМБ (фильм) цитата о пришивании, Фильмы о Великой Отечественной войне
- Жуков Н. Н. — рисунок «Лиха беда начало» 1943 г.